# Kurt Zouma
Kurt Happy Zouma, född 27 oktober 1994 i Lyon, är en fransk fotbollsspelare (mittback) som spelar för Al-Orobah, på lån från West Ham United.

## Klubbkarriär
Den 2 april 2011 skrev Zouma på sitt första proffskontrakt med Saint-Étienne; ett treårskontrakt. Han gjorde sin debut i klubben den 31 augusti 2011 i en Coupe de la Ligue-match mot Bordeaux. Han spelade hela matchen som slutade med en 3–1-vinst.
Den 21 juli 2017 förlängde Zouma sitt kontrakt i Chelsea med sex år. Han lånades samtidigt ut till Stoke City över säsongen 2017/2018. Den 10 augusti 2018 lånades Zouma ut till Everton på ett låneavtal över säsongen 2018/2019.
Den 28 augusti 2021 värvades Zouma till West Ham United, där han skrev på ett fyraårskontrakt. Den 31 augusti 2024 lånades Zouma ut till nyuppflyttade Saudi Pro League-klubben Al-Orobah på ett säsongslån.

## Landslagskarriär
Kurt Zouma var med i Frankrikes U17-landslagstrupp vid U17-EM 2011 och U17-VM 2011.

## Privatliv
Kurt Zouma har rötter i Centralafrikanska republiken. Han har en äldre bror, Lionel, som även är professionell fotbollsspelare och spelar i den schweiziska klubben FC Vevey United och för det centralafrikanska landslaget.
2022 dömdes Zouma till 180 timmars samhällstjänst och fem års djurförbud efter att en video läckts på sociala medier där Zouma syns slå, sparka på och jaga sin bengalkatt. Han fick även betala böter på 250 000 pund till sin klubb West Ham på grund av händelsen. Djurskyddsorganisationen RSPCA omhändertog hans katter.